# Alasdair MacIntyre
Alasdair Chalmers MacIntyre, škotski filzof, * 12. januar 1929, Glasgow, † 21. maj 2025.
Poleg filozofskega dela je znan tudi njegov prispevek k zgodovini filozofije in teologije. Je višji znanstveni sodelavec v centru za Sodobne aristotelova Študije na etiko in politiko (CASEP) na londonski Metropolitan University in zaslužni profesor filozofije na Univerzi Notre Dame. V svoji dolgi akademski karieri je predaval tudi na Unniverzi Brandeis, Univerzi Duke, Univerzi Vanderbilt in Univerzi v Bostonu. MacIntyreva After Virtue (1981) je priznana kot ena izmed najpomembnejših del moralne in politične filozofije 20. stoletja v angleškem jeziku.